# Ажажа Володимир Георгійович
Володи́мир Гео́ргійович Ажа́жа (рос. Владимир Георгиевич Ажажа; * 7 листопада 1927, Москва — 11 вересня 2018, Москва) — російський уфолог. Кандидат технічних наук (1966). Засновник уфологічної школи «Базис». Керівник уфологічної секції Міжнародної академії інформатизації.

## Біографія
1949 року закінчив Вище військово-морське училище імені Фрунзе, 1952 року — Вищі класи командирів підводних човнів, 1960 року — аспірантуру при Технічному інституті рибної промисловості.
1966 року захистив дисертацію на здобуття наукового ступеня кандидата технічних наук про застосування підводного гідроакустичного пошуку.
1986 року закінчив Інститут підвищення кваліфікації при Московському авіаційному інституту імені Орджонікідзе на тему «Проектування й ефективність авіаційних комплексів».
1976 року почав вивчати уфологію. Від 1980 року — керівник Московської уфологічної комісії. Від 1990 року — керівник УФО-Центру, віце-президент Всесоюзної уфологічної асоціації. Від 1991 року — директор Американсько-російської асоціації з вивчення повітряних феноменів. Від 1992 року — координатор МУФОНу по європейській частині Росії, а згодом — по всій Росії. Від 1994 року — президент Уфологічної асоціації СНД. Від 1995 року — почесний член болгарської асоціації «Феномен».

## Електронні джерела
- Володимир Георгійович Ажажа(рос.)